# Procarididae
Infra-ordre
Famille
Les Procarididae sont une famille de crustacés décapodes, la seule de l'infra-ordre des Procarididea.

## Liste des genres
Selon World Register of Marine Species (29 décembre 2018) :
- genre Procaris Chace & Manning, 1972
- genre Vetericaris Kensley & Williams, 1986